# Stefan Šormaz
Stefan Šormaz (in serbo Стефан Шормаз?; Subotica, 10 agosto 1999) è un calciatore serbo, attaccante del Radnički N. Pazova.

## Caratteristiche tecniche
È un centravanti.

## Carriera
Cresciuto nel settore giovanile dello Spartak Subotica, ha esordito in prima squadra il 25 ottobre 2017 disputando con l'incontro di Superliga serba perso 1-0 contro la Stella Rossa.